# James Burke
James Burke (nascut el 22 de desembre de 1936) és un locutor britànic, historiador de la ciència, autor i productor de televisió. Va ser un dels principals presentadors de la sèrie científica de la BBC1 Tomorrow's World del 1965 al 1971 i va crear i presentar la sèrie de televisió Connections (1978), i la seva seqüela més filosòfica The Day the Universe Changed (1985), sobre la història de la ciència i tecnologia. El Washington Post l'ha anomenat "una de les ments més intrigants del món occidental".

## Biografia
Burke va néixer a Derry, Irlanda del Nord. Es va educar a la Maidstone Grammar School, i després va servir a la RAF de 1955 a 1957 abans de ser acceptat al Jesus College d'Oxford, on va estudiar anglès mitjà, obtenint tant el grau com el màster. Després de graduar-se, es va traslladar a Itàlia, on a la British School de Bolonya va ser professor d'anglès i director d'estudis, 1961–63. També va ser professor a la Universitat d'Urbino. Des d'aleshores, va ser director de l'escola anglesa de Roma, 1963–65. Va participar en la creació d'un diccionari anglès – italià i en la publicació d'una enciclopèdia d'art.
L'entrada de Burke a la televisió va ser explicada per la revista People l'any 1979: "La televisió va fer señas per casualitat un dia en un autobús de Roma. En veure un anunci per a un periodista de l'oficina local de la televisió britànica Granada, diu: "Vaig decidir que si l'autobús s'aturava a la cantonada següent baixaria i sol·licitaria la feina". Ho va fer, ho va fer, i el següent que va saber: "Vam anar directament a Sicília per fer una sèrie sobre la màfia".
El 1966, es va traslladar a Londres i es va incorporar al Departament de Ciència i Característiques de la BBC, per a la qual va ser amfitrió o copresentador de diversos programes. També va treballar com a instructor d'anglès com a llengua estrangera a la Regency Language School de Ramsgate.
Burke va establir la seva reputació com a reporter a la sèrie científica de la BBC1 Tomorrow's World, i va continuar presentant The Burke Special . Va ser el presentador científic de la televisió de la BBC i el reporter en cap de les missions Apol·lo, com a presentador principal de la cobertura de la BBC sobre el primer alunizament el 1969.